# 5135 Nibutani
5135 Nibutani este un asteroid din centura principală de asteroizi.

## Descriere
5135 Nibutani este un asteroid din centura principală de asteroizi. A fost descoperit pe 16 octombrie 1990 la Kushiro de Seiji Ueda și Hiroshi Kaneda. Asteroidul prezintă o orbită caracterizată de o semiaxă mare de 2,24 ua, o excentricitate de 0,13 și o înclinație de 3,3° în raport cu ecliptica.